# Герберт Волкотт Боуен
Герберт Волкотт Боуен (англ. Herbert Wolcott Bowen; 29 лютого 1856 — 29 травня 1927) — американський дипломат і поет, посол США у Венесуелі та генеральним консулом в Іспанії та Персії.
Боуен народився в Брукліні, штат Нью-Йорк, у 1856 році та закінчив Бруклінський політехнічний інститут. Потім він навчався в Єльському університеті як аспірант, але не закінчив його разом зі своїм класом. У 1881 році Герберт отримав диплом в галузі права та політології в Колумбійській юридичній школі. У 1903 році Єльський університет отримав почесний ступінь магістра. Боуен опублікував кілька томів поезії.
Після юридичної школи Боуен займався юридичною практикою в Нью-Йорку, спеціалізуючись на міжнародному праві.
У 1895 році Боуен був призначений президентом Гровером Клівлендом американським генеральним консулом у Барселоні, Іспанія, де він працював до 1899 року. Потім Боуен був призначений генеральним консулом у Персії, де він служив з 1899 по 1901 рік.